# Jérôme Robart
Jérôme Robart, né le 27 mai 1970 à Montreuil (Seine-Saint-Denis), est un acteur, dramaturge et metteur en scène français. Son interprétation du commissaire Nicolas Le Floch dans la série télévisée Nicolas le Floch sur France 2 le révèle au grand public.

## Biographie

### Acteur

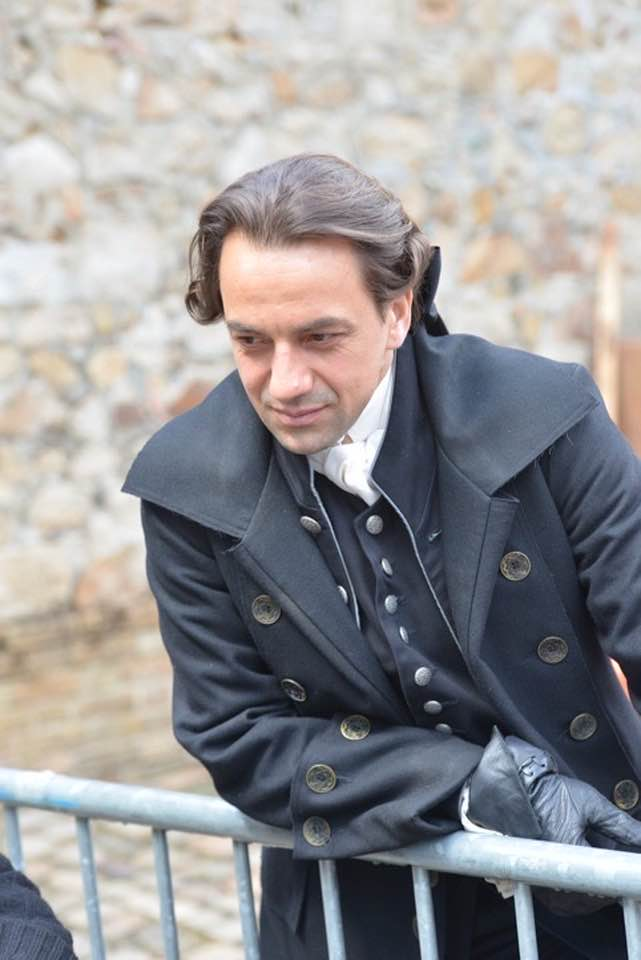
Jérôme Robart dans le rôle de Nicolas le Floch

Originaire d'une famille de Picards et de pieds-noirs, Jérôme Robart grandit en région parisienne. À 15 ans il décide d'être acteur et entre au Conservatoire du 16e arrondissement de Paris où il a pour professeur Annie Lavedan, puis au Conservatoire national supérieur d'art dramatique de 1993 à 1996 . Jérôme Robart partage ses activités artistiques entre théâtre et cinéma, mise en scène, jeu et écriture.
Au théâtre, il est dirigé par Christophe Perton, Joël Jouanneau, Jorge Lavelli, Jean-Louis Thamin, Stéphanie Loïk dans des textes de Rodrigo Garcia, Lionel Spycher, Pirandello, Bernard Manciet, Jean Audureau. Au cinéma, il tourne sous la direction de Nicole Garcia dans Selon Charlie, d'Alain Tanner dans Jonas et Lila, à demain, de Michèle Rosier dans Malraux, tu m'étonnes !, de Philippe Garrel dans Les Amants réguliers et travaille également avec les réalisateurs Marina de Van, Mario Fanfani, Douglas Law, Frédéric Bal, Laurent Dusseau...
De 2008 à 2018, il incarne le commissaire Nicolas Le Floch dans la série télévisée française Nicolas le Floch, diffusée sur France 2 et adaptée de la série des romans policiers historiques de Jean-François Parot,. « J’ai fait plein de rencontres, je me suis perfectionné à cheval, au maniement de l’épée que j’avais déjà appris au conservatoire. J’ai mémorisé beaucoup de textes, appris mon métier et réalisé le rêve de tout gamin : se déguiser! Quand j’étais petit, je rêvais d’être corsaire. Alors, avec ce commissaire du XVIIIe siècle, j’ai poursuivi le rêve… ».
Il participe également aux séries Reporters Mafiosa, le clan, Un village français, Candice Renoir, Paris, Caïn...
En 2017, son rôle d'Antoine dans Le Mari de mon mari, un téléfilm réalisé par Charles Nemes, lui vaut le prix d'interprétation au Festival des créations télévisuelles de Luchon. Dans cette comédie sur le mariage gay, il retrouve son comparse Mathias Mlekuz, alias l'inspecteur Bourdeau, de la série Nicolas Le Floch.
En 2019, Jérôme Robart revient au théâtre dans L'Heureux Stratagème de Marivaux, mis en scène par Ladislas Chollat aux côtés de Sylvie Testud, Suzanne Clément et Éric Elmosnino au Théâtre Edouard VII.
De 2019 à 2023, il interprète le lieutenant Franck Gallois aux côtés de Sabrina Ouazani et de Mathieu Spinosi dans la série Prière d'enquêter sur France 3.

### Dramaturge et metteur en scène
De 2000 à 2005, Jérôme Robart écrit trois pièces qu'il met en scène : Tes (traitant du mythe du héros), Eddy, f. de pute (dans laquelle il revisite le mythe d'Œdipe) et Jiji the lover sur le thème de la fidélité. Parallèlement, il intègre l'Unité nomade de formation à la mise en scène du Conservatoire national supérieur d'art dramatique où il collabore notamment avec Bob Wilson et Claude Stratz. Une quatrième pièce, Jean la vengeance, sur le thème de la culpabilité, est mise en scène par Françoise Courvoisier en 2010 à Lausanne.

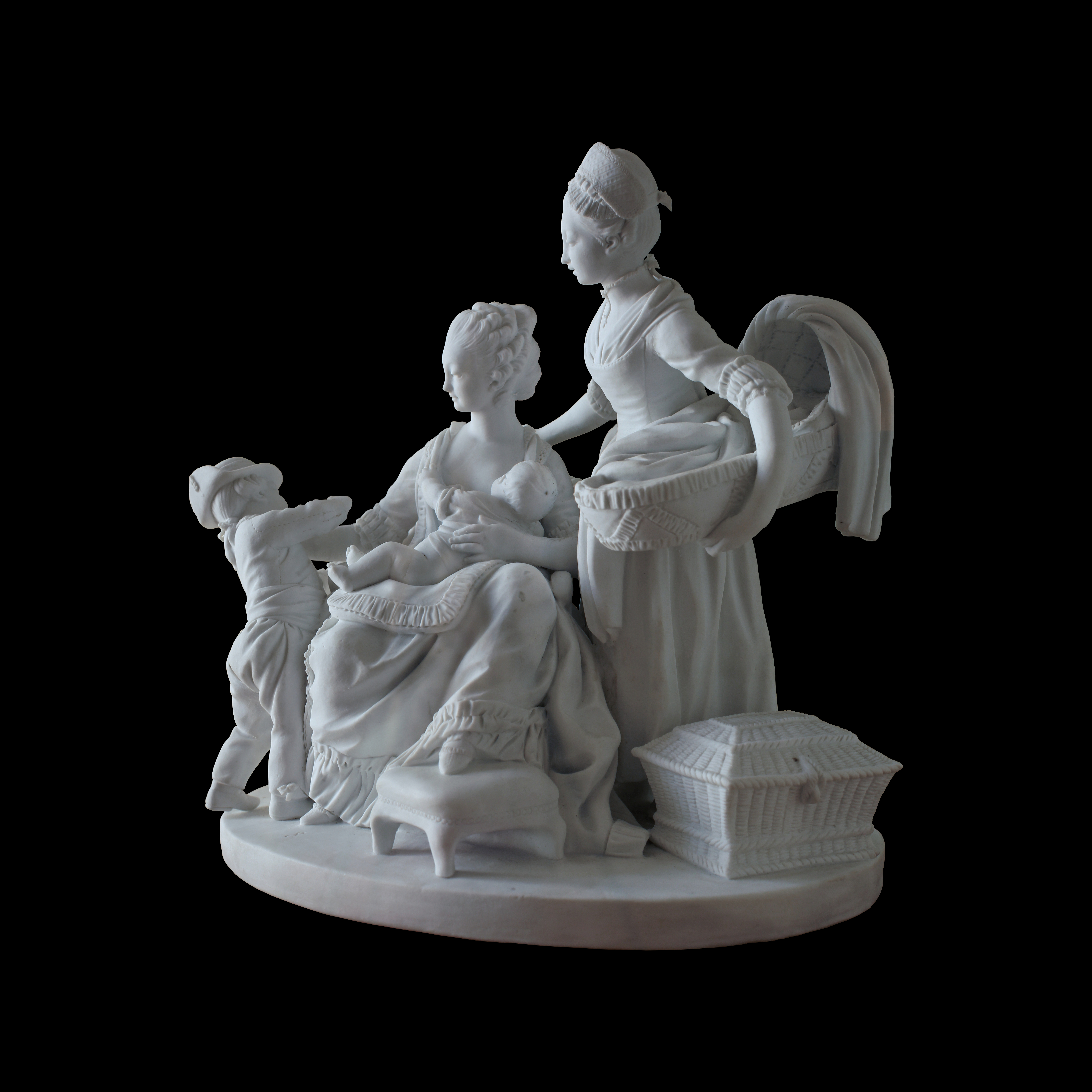
La Nourrice, Josse-François-Joseph Leriche, d'après Louis Boizot, 1775.

Après 9 ans d'absence, Jérôme Robart revient au théâtre en 2019 avec l'écriture et la mise en scène de sa 5e pièce, Le Lait de Marie, sur la condition des nourrices dans le Morvan en 1866. Il découvre la région en 2016 et son histoire « Dans un des livres que j’ai lu sur le Morvan, j’ai découvert, un jour que les toits des chaumières avaient été remplacés par des ardoises, grâce au travail des nourrices morvandelles. La chose m’a interpellé et m’a fait réfléchir à ce que c’était qu’une nourrice [...]. Nous sommes aujourd’hui, dans une époque où l’on trouve des mères porteuses, où l’on vend notre corps. Ce qui m’a inspiré dans l’histoire de ces nourrices, c’est fondamentalement la nécessité de gagner de l’argent avec son corps alors que j’ai le sentiment que nous sommes parvenus à une limite dans la logique capitaliste ». La pièce est jouée en août 2019 à Saint-Germain-de-Modéon avec notamment Christophe Vandevelde et Vincent Ozanon dans le cadre du P'tiot festival qu'il créé avec l'Association Patrimoine Mundaunien et Amicale de St-Germain-de-Modéon. Les spectateurs ne sont pas placés face à la scène mais des deux côtés de la salle, la scène étant placée au centre. « J’adore ce type de disposition où le spectateur peut à la fois regarder les comédiens et le public en face de lui. Cela génère beaucoup d’interactions »,. La pièce est récompensée par le prix Jules-Renard de l'écriture théâtrale, décerné par l'Académie Alphonse-Allais.

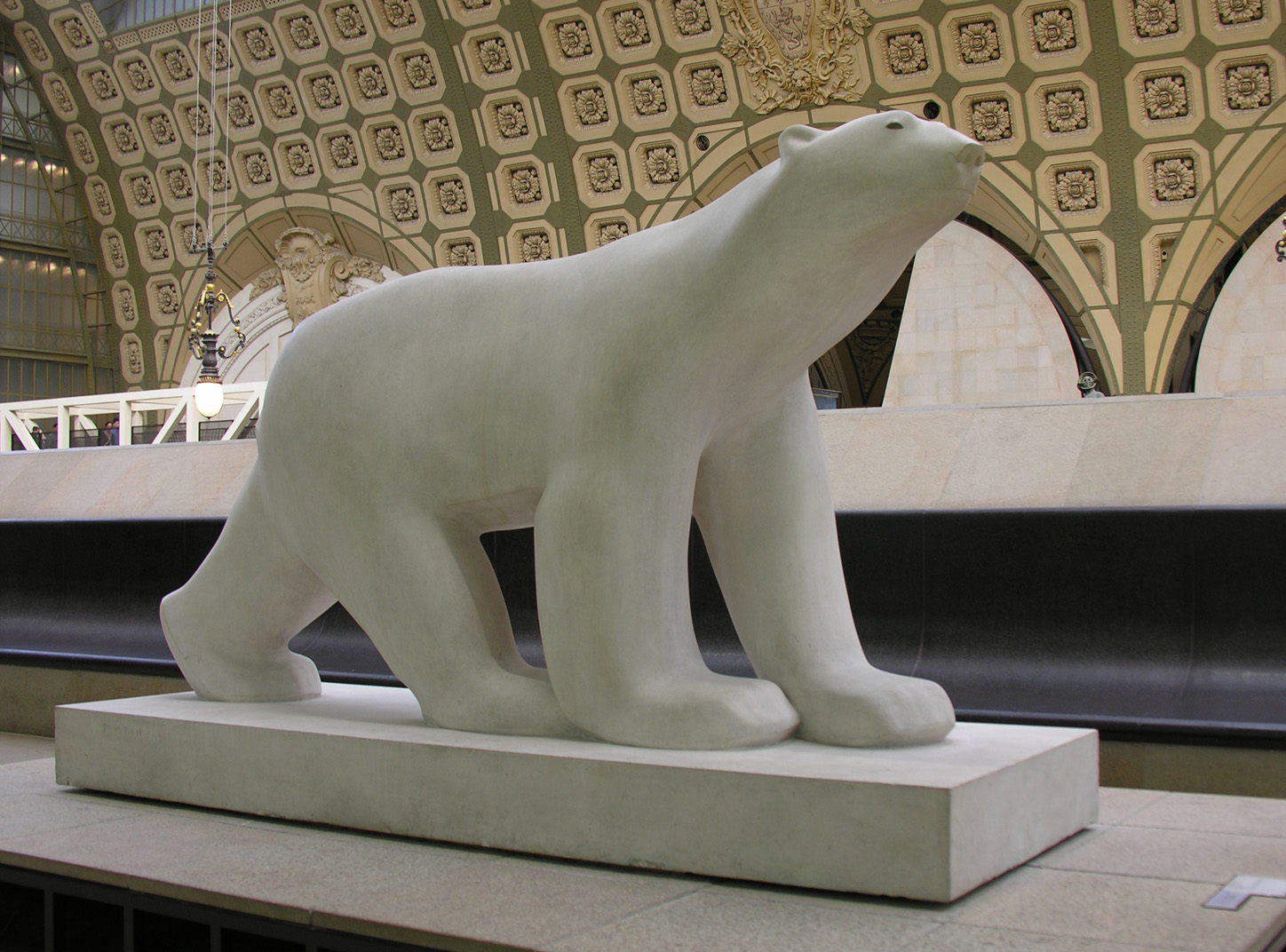
L'Ours blanc au musée d'Orsay

Après Le Lait de Marie, la ville de Saulieu lui propose d'écrire une pièce pour les 100 ans de la statue l’Ours blanc de François Pompon, sculpteur animalier de Saulieu (1855-1933). L’homme à l’ours est joué en mai 2022 avec les acteurs Vincent Ozanon (François Pompon), Julie Pouillon (Berthe) et Raphaël Noble (le peintre René Demeurisse). « Dans mon écriture, j’ai d’abord travaillé dans la réalité et la rencontre de François Pompon avec René Demeurisse. C’est lui qui l’a placé au salon d’automne de 1922, c’est lui qui l’a incité à transformer son ours. Entre les deux hommes, cela a été une immense histoire d’amitié. »,,.
Depuis 2022, Jérôme Robart est le directeur artistique de la Compagnie du Grand Frêne.

### Autres activités
En 2017, Jérôme Robart enseigne au Cours Florent,. « Ça m’apporte la jeunesse et l’envie, beaucoup de beauté, ça me renvoie à mon propre passé. Je m’envisage comme un artisan, ça me permet donc de me demander ce que je vais apprendre aux élèves, avec quels outils, de les sortir de mon sac, les poser sur la table, leur montrer, moi-même les parfaire, les aiguiser et repartir. C’est un approfondissement pour moi comme pour eux ».
Il est le parrain de l'activité Faucon Brionnais qui défend l'art de la fauconnerie,.

## Filmographie

### Cinéma

#### Longs métrages
- 1995 : La Poudre aux yeux de Maurice Dugowson : un étudiant
- 1998 : Des places dans les villes d'Angela Schanelec : Nicolas
- 1999 : Jonas et Lila, à demain d'Alain Tanner : Jonas
- 2000 : Malraux, tu m'étonnes ! de Michèle Rosier : André Malraux jeune
- 2005 : Les Amants réguliers de Philippe Garrel (Lion d'argent à la Mostra de Venise et Prix Louis-Delluc)
- 2006 : Selon Charlie de Nicole Garcia (Sélection officielle du Festival de Cannes 2006) : Ballhaus
- 2008 : La Frontière de l'aube de Philippe Garrel (Sélection officielle du Festival de Cannes 2008)
- 2009 : Ah ! la libido de Michèle Rosier
- 2011 : Un été brûlant de Philippe Garrel (Sélection officielle à la Mostra de Venise 2011) : Paul
- 2020 : Des hommes de Lucas Belvaux (Label Festival de Cannes 2020) : le père de Mireille

#### Courts métrages
- 1995 : Bien sous tous rapports de Marina de Van
- 1996 : Velvet 99 de Olivier Kuntzel et Florence Deygas
- 1996 : La Belle bleue de Frédéric Bal
- 1997 : Tir de Saara Saarela
- 2002 : Demain on court de Michèle Rosier
- 2004 : Noli me tangere de François-Xavier Vives
- 2006 : Les Héritiers de Fabrice Destagnol
- 2009 : En douce de Vanessa Lepinard (Prix du public au Festival Premiers Plans d'Angers)[27]
- 2014 : Replika de Luc Walpoth (Meilleur court-métrage au Bahamas International Film Festival, Meilleur film de science fiction au Shiver International Film Festival)[28]
- 2014 : Je, tue, île de Marie Murcia
- 2018 : Un cœur de femme de Marie Murcia

### Télévision

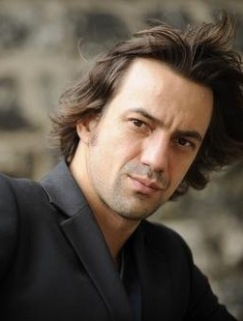
Jérôme Robart (2013)

- 1995 : Le JAP, juge d'application des peines : Marco (saison 1, épisode 7 : Une petite fille)
- 1997 : Un homme de Robert Mazoyer
- 2002 : Vertiges : Nicolas[29] (épisode Cauchemars)
- 2002 : Les Enquêtes d'Éloïse Rome de Sophie Révil et Philippe Setbon : Alex de Bello (saison 2, épisode 3 : Bête fauve)
- 2004 : Tout va bien c'est Noël ! de Laurent Dussaux : Sylvain Bréaud
- 2005 : Joséphine, ange gardien de Vincent Monnet : Guillaume Favre (saison 9, épisode 1 : Robe noire pour un ange)
- 2005 : Fargas : Duquesne (épisode Comme un chien)
- 2006 : Une saison Sibélius de Mario Fanfani : Rémi[30]
- 2007 : Les Bleus, premiers pas dans la police : Emmanuel Gautier (saison 1, épisode 9 : Faux-semblants)
- 2007-2008 : Reporters de Gilles Bannier et Suzanne Fenn : Thomas Schneider
- 2008-2018 : Nicolas Le Floch : Nicolas Le Floch, marquis de Ranreuil, commissaire de police au Châtelet
- 2010 : 10 de Jean-Laurent Chautems : Vincent Torella (Meilleure série au Festival de la fiction TV de La Rochelle)
- 2012 : Mafiosa, le clan de Pierre Leccia : Sébastien Acquaviva (saison 4)
- 2012 : Un village français de Philippe Triboit et Patrice Martineau : Vincent (saison 4)
- 2012 : Médecin-chef à la Santé d'Yves Rénier : Olivier Meignan
- 2013 : Candice Renoir de Christophe Douchand et Nicolas Picard-Dreyfuss : Stéphane Queyrolles (saison 1, épisode 8 : La fin justifie les moyens)
- 2015 : Paris de Gilles Bannier : Ange
- 2015 : Le Vagabond de la Baie de Somme de Claude-Michel Rome : Major Paul Beaujour
- 2016 : Le Mari de mon mari de Charles Nemes : Antoine
- 2016 : Caïn : David Wilcker (saison 5)
- 2018 : Ma mère, le crabe et moi de Yann Samuell : Franck Parfenon (Sélections au Festival de la fiction TV de La Rochelle et au Festival du film de télévision de Luchon)
- 2019 : Profilage : Gabriel (saison 9)
- 2019-2023 : Prière d'enquêter de Laurence Katrian : Lieutenant Franck Gallois
- 2019 : Amours à mort (Meurtres en Moselle) d'Olivier Barma : Clément Leroy
- 2019 : Crimes parfaits de Nicolas Herdt : Lucas (saison 3, épisode 2 : Trop beau pour être vrai)
- 2020 : H24 d'Octave Raspail et Nicolas Herdt : le prêtre (épisode 5)
- 2020 : Les Mystères de Paris de Véronique Puybaret et Matthieu Dubois : voix de maître Ferrand et du docteur Griffon (série d'animation)
- 2021 : Sauver Lisa de Yann Samuell : Luciani
- 2021 : En attendant un miracle (Meurtres à Lourdes) de Thierry Binisti : Benoît Clarmont[31]
- 2023 : The New Look de Todd A. Kessler : Paul Wertheimer (série Apple TV+, saison 1, épisodes 7 et 10)
- 2024 : Marianne : Dario Jimenez[32] (saison 2, épisode 1 : Boules de nerfs)

### Documentaire
- 2022 : Alfred et Lucie Dreyfus, je t’embrasse comme je t’aime de Delphine Morel : voix (Le film reçoit le prix de l'originalité du sujet et le prix du public au Festival TV de Luchon 2022[33])
- 2023 : Opération Barbarossa : au cœur des ténèbres de Thomas Sipp : voix

### Clips

#### Acteur
- 1993 : Tranquille de Sinclair
- 1995 : The Universal de Blur
- 2012 : L'Incommunicabilité de Cécilia H.
- 2014 : Ta bite de Circé Deslandes

#### Réalisateur
- 2011 : L'Attente de et coréalisé avec Circé Deslandes
- 2011 : Allô de et coréalisé avec Circé Deslandes
- 2014 : Exquis Cadavre de et coréalisé avec Circé Deslandes

## Théâtre

### Comédien
- 1995-1996 : Hélène de Jean Audureau, mise en scène Jean-Louis Thamin
- 1996 : Per el Yiyo de Bernard Manciet, mise en scène Jean-Louis Thamin
- 1997-1998 : Six personnages en quête d'auteur de Luigi Pirandello, mise en scène Jorge Lavelli, TNP Villeurbanne, Théâtre de l'Eldorado
- 1998-1999 : Pitbull de Lionel Spycher, mise en scène Joël Jouanneau
- 2001 : 9 mm de Lionel Spycher, mise en scène Stéphanie Loïk
- 2001-2003 : Notes de cuisine de Rodrigo Garcia, mise en scène Christophe Perton
- 2005 : Marcia Hesse de Fabrice Melquiot, mise en scène Emmanuel Demarcy-Mota, Reims
- 2007 : Les Trois Sœurs de Tchekhov, mise en scène Astrid Bas, Théâtre de l'Odéon[34]
- 2007-2009 : La Corde sensible, coécrit avec Vincent Ozanon, Théâtre Studio d'Alfortville, Cirque Romanès[35]
- 2019-2020 : L'Heureux Stratagème de Marivaux, mise en scène Ladislas Chollat, Théâtre Edouard VII, tournée
- 2020 : L'Homme qui plantait des arbres de Jean Giono, lecture, Le P'tiot festival de Saint-Germain-de-Modéon, tournée[36].

### Auteur et metteur en scène
- 2000 : Tes, tournée
- 2003-2004 : Eddy, F. de pute, Théâtre Ouvert (Paris), Bordeaux (Captation de la pièce )
- 2005 : Chut ! Libre, coécrit avec Juan Cocho[37]
- 2005 : Jiji the Lover, Théâtre de Poche de Genève (Captation de la pièce )
- 2007-2009 : La Corde sensible, coécrit avec Vincent Ozanon, Théâtre Studio d'Alfortville, Cirque Romanès[35]
- 2019 et 2022 : Le Lait de Marie, Le P'tiot festival de Saint-Germain-de-Modéon
- 2022 : L'Homme à l’ours, Saulieu

### Metteur en scène
- 2021 : George Dandin de Molière - Le P'tiot festival de Saint-Germain-de-Modéon[38]

### Auteur
- 2000 : Psychanalyse d’un vampire, texte radiophonique commandé par France Culture[39]
- 2010 : Jean la vengeance, mise en scène Françoise Courvoisier, Théâtre de Poche de Genève
- 2020 : SDF, texte lu par Baptiste Caruana[40],[41]

## Publications
- 2000 : Tes, Éditions Les Solitaires intempestifs
- 2001 : Eddy, F. de pute, Éditions Théâtre Ouvert Tapuscrit
- 2004 : Civilisation de monstres dans Peep-Show Théâtre de Nicolas Moreau, collection Théâtre, Editions de l'Amandier[42]
- 2004 : Jiji the Lover, Édité par Le Poche de Genève, collection Les inédits du poche

## Distinctions

### Récompenses
- Festival des créations télévisuelles de Luchon 2017 : Prix d'interprétation masculine pour Le Mari de mon mari
- Académie Alphonse Allais 2019 : Prix Jules Renard de l'écriture théâtrale pour Le Lait de Marie

### Nomination
- Shiver International Film Festival 2016 : Meilleur acteur pour Replika[28]

## Pour approfondir